# سی۴پی

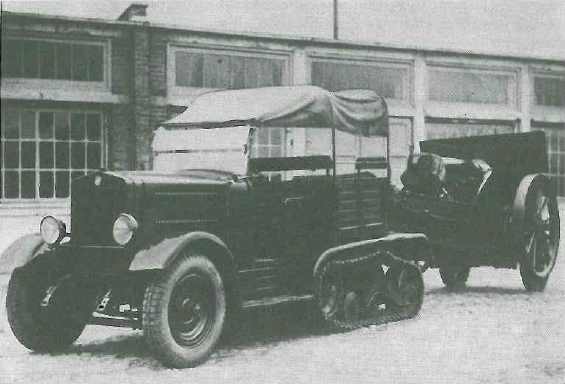
سی۴پی نمونه حامل توپخانه

خودرو نیمه‌شنی نمونه سال ۱۹۳۴ (به لهستانی: Samochód półgąsienicowy wz. 34) یک کامیون نیمه‌شنی بود که لهستان در طیف وسیعی از نمونه‌های متفاوت آن را تولید می‌کرد. معروفترین این نمونه‌ها سی۴پی نام داشت که در جریان جنگ جهانی دوم از طرف ارتش لهستان به عنوان کشنده توپخانه استفاده گشت.
طراحی این خودرو بر اساس فیات ۶۲۱ لهستانی که تحت لیسانس کارخانه فیات توسط شرکت فیات لهستان تولید می‌گشت آغاز گشت. در سال ۱۹۳۴ یک نمونه نیمه‌شنی از کامیون فیات ۶۲۱ تولید گشت که در قسمت‌های مختلف تقویت گشته بود و به شنی تانک‌های قدیمی مجهز شده بود. این کامیون می‌توانست در بیشترین حالت توپ ۱۲۰ میلی‌متری با وزن ۳۱۴۳ کیلوگرم را حمل نماید. این خودرو از سال ۱۹۳۵ تا ۱۹۳۸ در خط تولید قرار داشت و ۴۰۰ نمونه از آن که نزدیک به ۸۰ عدد از آن‌ها کشنده توپخانه بودند در طی این زمان تولید گشت.

## انواع
این خودرو در ۸ نمونه مختلف تولید گشت.

### سی۴پی حامل توپخانه سنگین
این مدل طراحی شده برای حمل توپ‌های صحرایی ۱۲۰ میلی‌متری بود که در مدل‌های ابتدایی به سقف تاشو و سپس به اتاقک‌های چوبی و فلزی مجهز گشت. این خودرو قابلیت حمل ۴ توپچی در پشت صندلی راننده را دارا بود.

### سی۴پی حامل توپخانه سبک
طراحی شده برای حمل توپ‌های سبک و مهمات.

### سی۴پی حامل توپخانه ضدهوایی
طراحی شده برای حمل توپ‌های ضدهوایی ۷۵ میلی‌متری.

### نمونه موسوم به lot
جهت کشیدن هواپیماها در فرودگاه.